# Jamie Ewing Barnes
Jamie Barnes (született Ewing) a Dallas című sorozat egyik szereplője, 1984-től 1986-ig szerepelt fontos mellékszereplőként, összesen 70 epizódban láthattuk. 

## Történet
1959-ben született Alaszkában Jason Ewing és Nancy Shaw lányaként, és volt egy idősebb bátyja, Jack Ewing. Gyermekkorában Jack nem mutatott túlzott érdeklődést az olajüzlet megtanulása iránt, de Jamie végig az apja mellett élt, és kitanulta az olajüzlet minden csínját-bínját. Mivel mindketten Alaszkában nőttek fel, Jamie és Jack soha nem voltak kapcsolatban az unokatestvéreikkel.
1984-ben Jason meghalt. A  halála előtt azt mondta Jamie-nek, hogy a Ewing Olajtársaságnak három tulajdonosa van, így Jamie is jogos tulajdonosa a társaságnak. Úgy döntött, hogy harcolni fog a jogaiért, és Jamie elindult Dallasba. Amikor megérkezett Southforkba, az egész családot megdöbbentette, mert senki nem tudott arról, hogy Jasonnek vannak gyermekei.
A család tárt karokkal üdvözölte őt, kivéve az unokatestvére Jockey Ewing, aki végig gyanakodott rá. Miután kiderült, hogy ő valóban Jason lánya, Samantha Ewing és Pamela Barnes Ewing rögtön a szívükbe zárták őt, és a legjobb barátnők lettek. Szoros kötelék fűzte össze Bobbyval, Ray-el és Ellivel. Nemsokára találkozott Cliff Barnes-szal, akivel hamarosan elkezdtek randizni, és végül 1985-ben összeházasodtak.
1985-ben Jamie bátyja, Jack megérkezett Dallasba. Jamie örült, hogy visszakaphatta a bátyját. Az álomévadban amikor Jack és Jockey is Angelica Neroval üzletelt, Jamie és Samantha voltak azok, akik elszenvedték Angelica bosszúját: a Jack kocsijába helyezett bomba megölte Jamie-t, és Samantha is meghalt, amikor Jockey irodája felrobbant. De szerencsére kiderült, hogy mindez csak Pamela álma volt, és Jamie valamint Samantha is életben vannak. Viszont Cliff a tárgyalás utáni vereség miatt egyre jobban próbálta maga mellől eltávolítani Jamie-t. 1986-ban visszatért Jack exfelesége April Stevens és Cliff viszonyt kezdett vele. Bobby és Pamela esküvője során Jamie meglátta Aprilt és Cliffet, amint éppen csókolóztak. Ez volt az utolsó csepp a pohárban, így Jamie úgy döntött, hogy el fog válni Clifftől.
Az 1986-os Ewing ünnepség után úgy döntött, hogy végleg elhagyja Dallast, és Kaliforniába költözött. Mindig nagy rajongója volt az extrém sportoknak, 1987-ben az egyik barátnőjével Mexikóba ment hegyet mászni, és itt történt a szörnyű tragédia: hatalmas sziklaomlás következett, ami betemette Jamie-t. A barátnője túlélte a balesetet, ő mesélte el ezt később Cliffnek. A közeli faluban élő emberek találták meg Jamie-t, és illő módon eltemették.
A 245. részben (10. évad 23. rész) Tíz százalékos megoldás c. epizódban (magyar premier: 1995.09.01) Jockey magánnyomozója megemlíti, hogy Jamie halála nem baleset volt, viszont ez csak mindvégig Jockey manipulációja volt, és végül kiderült, hogy nem igaz. Jamie valóban baleset áldozata lett. Jamie volt az egyetlen szereplő a sorozatban, aki kétszer is meghalt.